# Globularia repens
La yerba de las piedras o siemprejunta (Globularia repens) es una planta de la familia  Plantaginaceae.

## Descripción
Es una planta perenne, rastrera. Hojas numerosas, pequeñas, lanceoladas, puntiagudas, con un solo nervio y plegadas. Flores formando cabezuelas redondeadas de 10-20 mm de diámetro, de color azul más o menos intenso y en ocasiones casi blancas, cáliz con dos labios.

## Distribución y hábitat
En el Pirineo, la cordillera Cantábrica, el sistema Ibérico, la cordillera Litoral Catalana; y en los Alpes en el sur. Habita en rocas, paredes, grietas, crestones en lugares muy pedregosos, tanto en suelos calizos como silíceos, en umbría y en solana y a cualquier altitud.